# Team DroniX
Team DroniX est une série télévisée d'animation 3D française, produite par Technicolor Animation Productions, en partenariat avec France Télévisions et avec la participation de Gloob Brazil. Elle est diffusée pour la première fois en France, le 19 octobre 2019 sur la chaîne France 4 et rediffusée sur la plateforme numérique, Okoo. La première saison comporte 26 épisodes de vingt minutes environ.

## Synopsis

### Première saison
Bienvenue à l’Académie d’Hawkings, l’Ecole Supérieure de Haute Technologie ! 
À mi-chemin entre Poudlard et Tomorrowland, Hawkings est la Mecque de la high-tech. Cette brillante institution recrute, de par le monde, les futurs génies en Dronautique, Nanotechnologie, Robotique et Intelligence Artificielle. 
Cette année, deux garçons passionnés de drones : Buck Rocket, pilote casse-cou et Tom Chessmat, designer hors-pair, sont admis à l’Académie d’Hawkings et vont se lier à Vicky Risk, une élève-ingénieure hors du commun. Fille d’un chercheur en nanotechnologie, Vicky a hérité d’un prototype un peu particulier. Unissant leurs talents, ils vont le développer, le perfectionner et aboutir à un drone unique en son genre : DroniX est né et avec lui la Team DroniX.
Malheureusement ce prototype unique en son genre est convoité. Depuis son arrivée à Hawkings, Vicky est étroitement surveillée par Vultur Corp. - l'entreprise pour laquelle son père travaillait avant de disparaître avec toutes ses recherches sur le prototype cœur DRX' - et qui compte bien remettre la main dessus pour l'utiliser à des fins malveillantes.

## Voix notables
- Alexis Tomassian : Buck Roquette
- Zina Khakhoulia : Vicky Risk
- Arthur Pestel : Meldor Jerkson